# دقيق الرأس
دقيق الرأس (الاسم العلمي: Stenocara)، جنس حشرات خنفسية من فصيلة الغبشية وموطنه الأصلي جنوب إفريقيا. العديد من أنواعه مستوطنة في ناميبيا.

## الأنواع
يشمل الأنواع التالية
- Stenocara aenescens
- Stenocara brevicollis Haag-Rutenberg
- Stenocara dentata Koch
- Stenocara dilaticornis Koch
- Stenocara fitzsimonsi Koch
- Stenocara gracilipes
- Stenocara inaffectata Gebien
- Stenocara kalaharica Koch
- Stenocara magnophthalma Koch
- Stenocara namaquensis Gebien
- Stenocara pisceflumine Penrith
- Stenocara quadrimaculata Koch
- Stenocara tenuicornis Penrith

أنواع سابقة في الجنس:
- Stenocara eburnea الآن Cauricara eburnea
- Stenocara desertica الآن Cauricara desertica

## معرض الصور

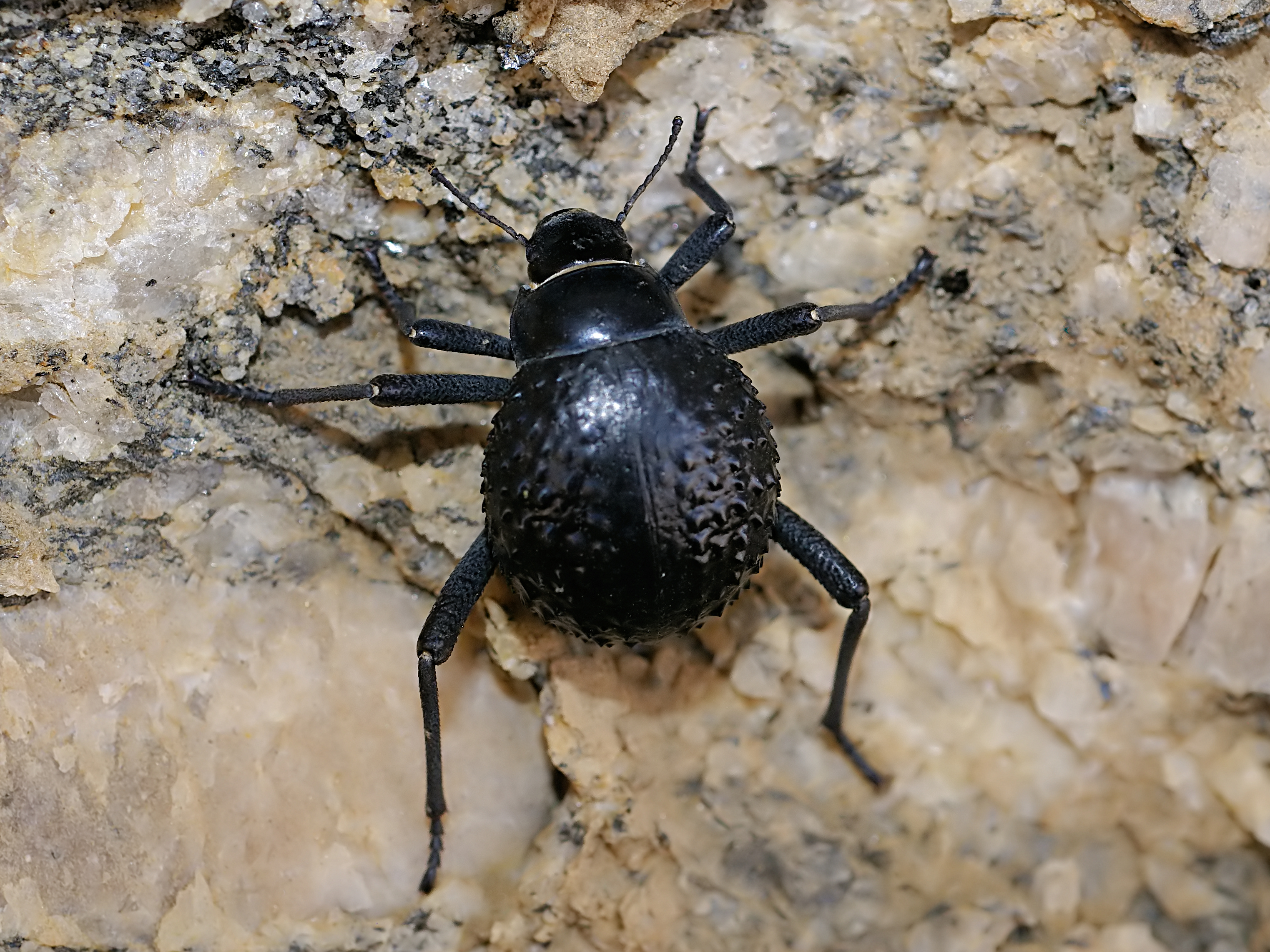
Long-legged darkling beetle, S. dentata, in Namibia
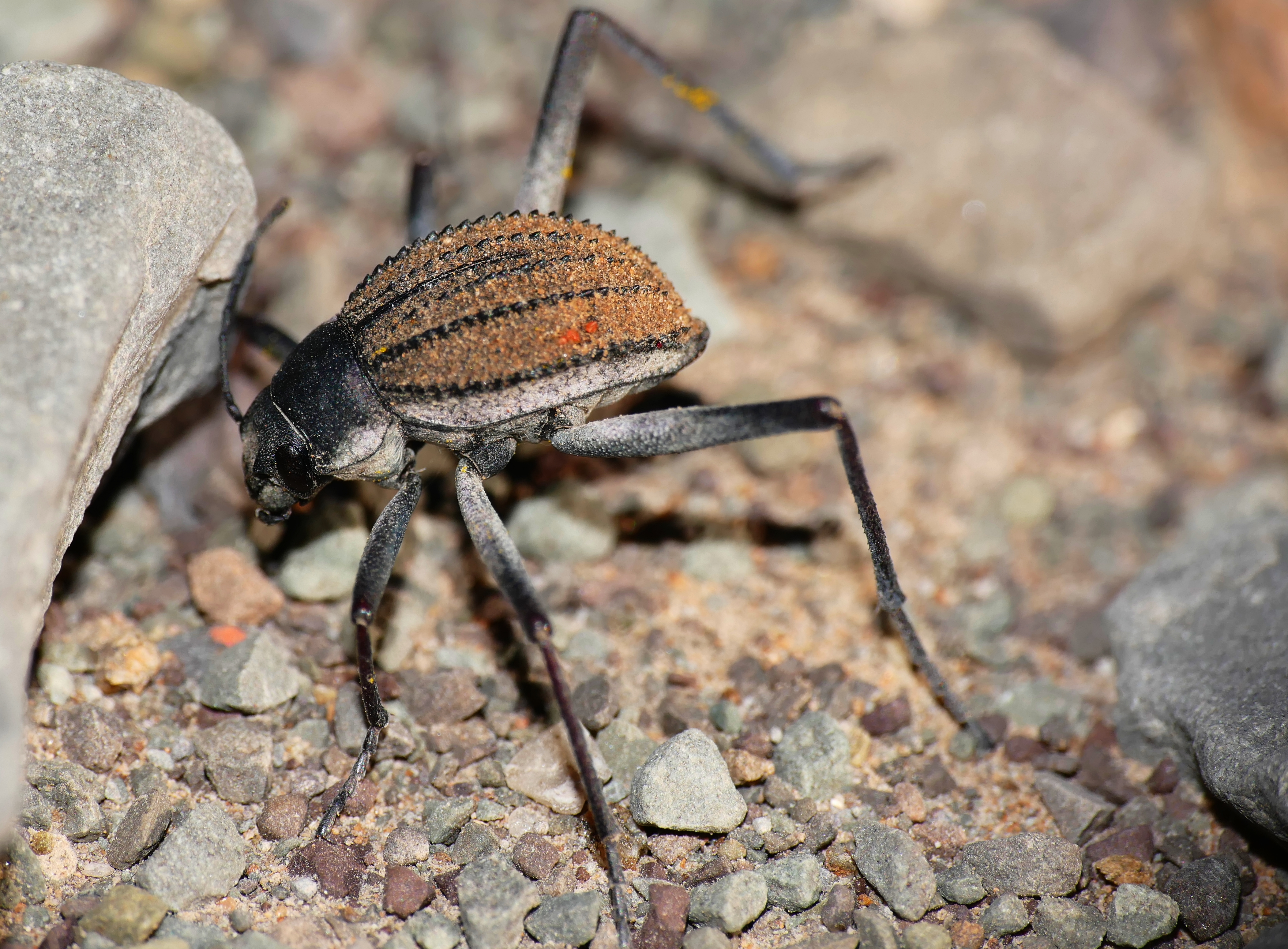
The fogstand beetle, S. gracilipes, in Namibia